# Sape Talma
Sape Talma (Dokkum, 20 december 1847 - Utrecht, 20 juni 1918) was een Nederlands arts en hoogleraar aan de Universiteit Utrecht.

## Biografie
Talma was de zoon van Aritius Sijbrandus Talma (1797-1882) en diens echtgenote Elisabeth Geertruid Charlotte van Eichstorff (1814-1895). Nadat hij in zijn geboortestad het gymnasium had bezocht begon hij in 1866 aan een studie geneeskunde aan de Rijksuniversiteit van Utrecht. Hier werd hij onderwezen door onder andere de Utrechtse hoogleraren Franciscus Cornelis Donders, Theodor Wilhelm Engelmann en Willem Koster.
Tijdens zijn universitaire studie werd zijn verhandeling "Over de rol der witte bloedcellen bij ontsteking" met goud bekroond. In de laatste jaren van zijn studietijd was hij als assistent van hoogleraar Gozewijn Jan Loncq werkaam in het klinische ziekenhuis te Utrecht. Hij promoveerde op 24 maart 1873 onder begeleiding van Donders met de verdediging van zijn proefschrift "Over licht- en kleurperceptie".
Talma werd op 14 juli 1876 benoemd tot gewoon hoogleraar aan de Universiteit van Utrecht, welke hij op 6 oktober aanvaardde met de oratie "Het experiment in de geneeskunde". Aan deze universiteit, waarvan hij van 1881 tot 1882 rector magnificus was, bleef hij werkzaam tot aan zijn overlijden in 1918.

## Werk
Talma's belangrijkste bijdrage aan de geneeskunde betrof de collaterale circulatie bij leverziekten en de operatie die hij voorstelde voor de genezing van ascites (buikwaterzucht) als gevolg van levercirrose.
Hij was corresponderend lid van zowel de Koninklijke Academie voor Geneeskunde van België als het Koninklijke Keizerlijk Genootschap van Artsen in Wenen. 
Talma was ridder in de Orde van de Nederlandse Leeuw.